# Pericephalus feae
Pericephalus feae är en kräftdjursart som först beskrevs av Gustav Budde-Lund 1895.  Pericephalus feae ingår i släktet Pericephalus och familjen Armadillidae. Inga underarter finns listade i Catalogue of Life.